# Порт-де-Шарантон (станция метро)
Порт-де-Шарантон (фр. Porte de Charenton) — станция линии 8 Парижского метрополитена, расположенная в XII округе Парижа. Названа по бывшим воротам Стены Тьера, ныне развязке на трассе Периферик. от которой начинается автотрасса N5 в направлении Женевы. Недалеко от станции располагается вход в Венсенский лес с зоопарком.

## История
- Станция открыта 5 мая 1931 года в конце пускового участка линии 8 Ришельё — Друо — Порт-де-Шарантон. До 5 октября 1942 года, когда линия была продлена до станции Шарантон — Эколь, станция была конечной.
- Пассажиропоток по станции по входу в 2015 году, по данным RATP, составил 2 025 127 человек (250 место по уровню входного пассажиропотока в Парижском метро)[3]

## Путевое развитие
Станция состоит из четырёх путей. В северо-восточной горловине к средним путям происходит примыкание боковых, а также между средними путями располагается пошёрстный съезд. Большую часть перегона Порт-де-Шарантон — Либерте занимают пути отстоя и пункт технического обслуживания.

## Галерея

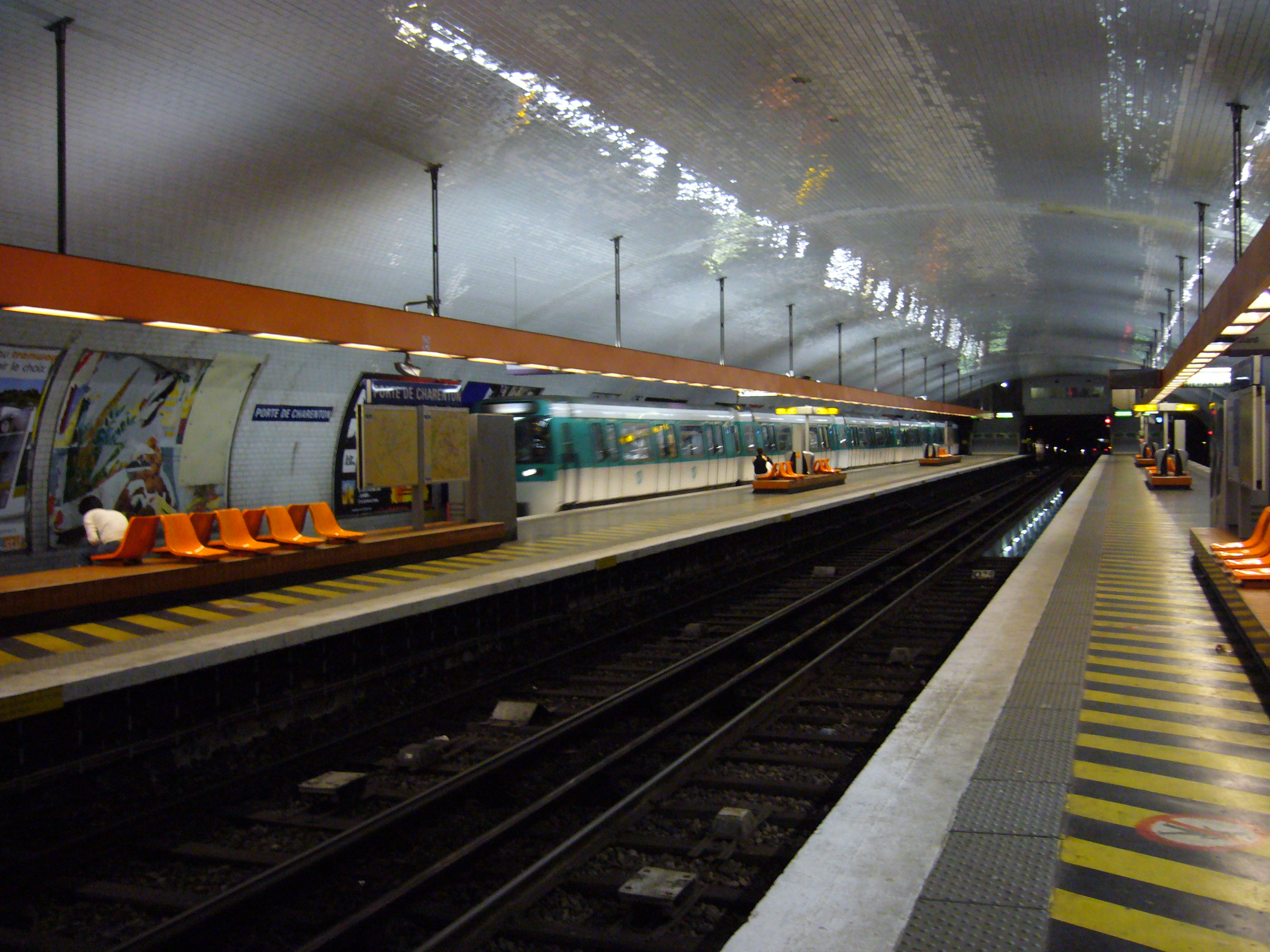
Состав модели MF 77
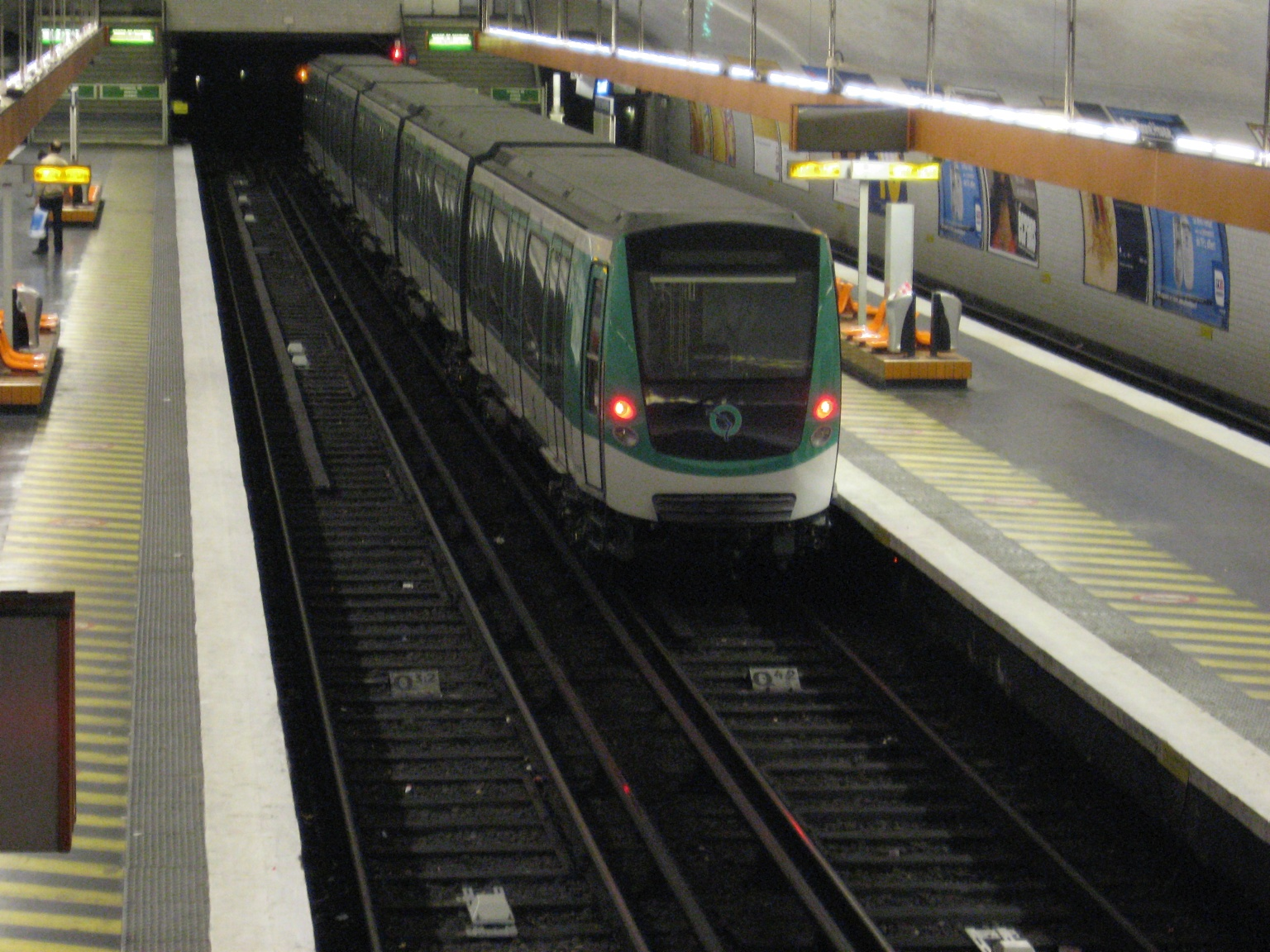
Состав модели MF 01 на обкатке